# Dysderocrates gasparoi
Dysderocrates gasparoi là một loài nhện trong họ Dysderidae.
Loài này thuộc chi Dysderocrates. Dysderocrates gasparoi được Christa Deeleman-Reinhold miêu tả năm 1988.